# Asdrúbal el Calvo
Asdrúbal el Calvo fue un comandante de la expedición cartaginesa en Cerdeña en la segunda guerra púnica (215 a. C.) tras la revuelta de Hampsicora. Asdrúbal fue enviado con un ejército importante, igual al que se había enviado a Hispania bajo Magón, pero una tormenta llevó sus naves hacia las islas Baleares, donde tuvo que permanecer un tiempo y mientras, los asuntos en Cerdeña fueron desfavorablemente. Cuando desembarcó en la isla se unió a las fuerzas de Hampiscora y se dirigieron a Caralis, la capital, donde el pretor Tito Manlio les hizo frente y los derrotó. Asdrúbal fue hecho prisionero y llevado a Roma donde fue parte del triunfo de Manlio.